# Gosainganj
Gosainganj là một thị xã và là một nagar panchayat của quận Lucknow thuộc bang Uttar Pradesh, Ấn Độ.

## Địa lý
Gosainganj có vị trí 26°35′B 82°23′Đ / 26,58°B 82,38°Đ Nó có độ cao trung bình là 84 mét (275 feet).

## Nhân khẩu
Theo điều tra dân số năm 2001 của Ấn Độ, Gosainganj có dân số 8969 người. Phái nam chiếm 53% tổng số dân và phái nữ chiếm 47%. Gosainganj có tỷ lệ 51% biết đọc biết viết, thấp hơn tỷ lệ trung bình toàn quốc là 59,5%: tỷ lệ cho phái nam là 55%, và tỷ lệ cho phái nữ là 47%. Tại Gosainganj, 15% dân số nhỏ hơn 6 tuổi.